# Harry Connick Jr.
Joseph Harry Fowler Connick Jr (Nova Orleães, 11 de setembro de 1967) é um ator, cantor e apresentador norte-americano. É mais conhecido pelos filmes Basic, Bug e estrelou as comédias românticas P.S. I Love You e New in Town.
Ficou entre os 60 maiores artistas estadunidenses em vendas de discos, com mais de 16 milhões de cópias somente no país, segundo a RIAA. Ao longo de sua carreira, emplacou sete álbuns entre os 20 principais da Billboard e dez álbuns entre os principais nas paradas de jazz, sendo mais bem-sucedido do que qualquer outro artista do gênero em toda a história.
When My Heart Finds Christmas, seu álbum natalino de 1993, é também seu álbum de maior sucesso comercial até os dias atuais; enquanto seu álbum Only You (2004) é o que alcançou melhores posições nas paradas musicais, tendo atingido a quinta colocação nos Estados Unidos e a sexta no Reino Unido. Connick é vencedor de três Prêmios Grammy e dois Prêmios Emmy. Entre 2002 e 2006, interpretou o personagem Leo Markus, marido de Grace, na sitcom Will & Grace, transmitida pela NBC.
Sua carreira como ator teve início com um papel no filme de guerra Memphis Belle (1990). Posteriormente, Connick interpretou um assassino em Copycat (1995) e um piloto de caça em Independence Day (1996). Seu primeiro papel como protagonista viria com Basic (2003), onde dividiu as telas com John Travolta. Além disto, interpretou um marido violento em Bug e estrelou as comédias românticas P.S. I Love You (2007) e New in Town (2009).

## Biografia

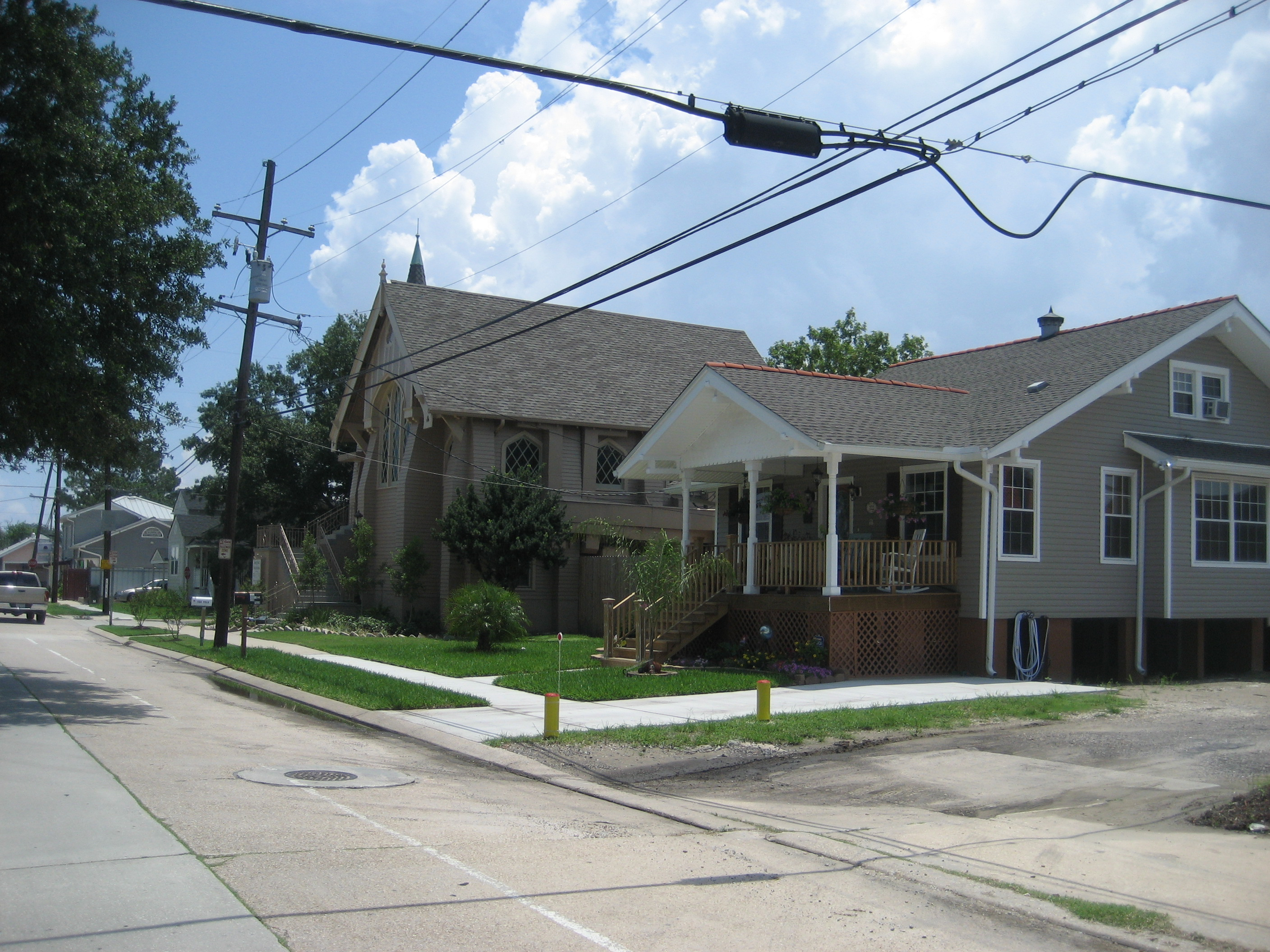
Connick passou sua infância e juventude em Lakeview, Nova Orleães.

Joseph Harry Fowler Connick Jr. nasceu e cresceu em Nova Orleães, Luisiana. Sua mãe, Anita Frances, era advogada e juíza na cidade e, posteriormente, tornou-se uma juíza da Suprema Corte estadual. Seu pai, Joseph Harry Fowler, foi procurador distrital da cidade de 1973 a 2003. Seus pais também possuíam uma loja de discos. Fowler é descendente de irlandeses, ingleses e alemães; enquanto Frances descendia de judeus oriundos de Minsk e Viena. Connick possui uma irmã, Suzanna, com quem foi criado no bairro de Lakeview. Entre seus primos figuram Paul Connick, procurador da Paróquia de Jefferson, e o Representante Estadual Patrick Connick.
Os talentos musicais de Connick afloraram quando este iniciou seus estudos de teclado aos 3 anos de idade, performance publicamente pela primeira vez aos 5 anos, e gravando com uma banda local ao 10. Aos 9 anos de idade, Connick performou o Concerto para piano n.° 3 de Beethoven junto à Orquestra Sinfônica de Nova Orleães e, logo em seguida, realizou um dueto da canção "I'm Just Wild About Harry" com Eubie Blake. A ocasião foi documentada no filme japonês Jazz Around the World. Nos anos seguintes, Connick estudou música no Centro de Artes da cidade, sob a tutela de Ellis Marsalis Jr. e James Booker.
Connick frequentou um colégio jesuíta durante o ensino médio. Após uma tentativa mal-sucedida de estudar jazz academicamente, Connick mudou-se para Nova Iorque, visando ingressar no aclamado Hunter College e na Manhattan School of Music. Pouco tempo depois, George Butler, executivo da Columbia Records, convenceu-o a assinar contrato com a gravadora.

## Carreira

### 1989-1993:When Harry Met Sallye sucesso
Após mudar-se para Nova Iorque, Connick passou a se apresentar em casas de espetáculos de renome na cidade. Com sua crescente reputação, o diretor Rob Reiner convidou-o a produzir a trilha sonora de sua comédia romântica When Harry Met Sally... (1989), estrelada por Meg Ryan e Billy Crystal. A trilha sonora consistia em diversas regravações de standards, incluindo "It Had to Be You", "Let's Call the Whole Thing Off" e "Don't Get Around Much Anymore"; recebendo certificação em platina dupla pela RIAA. Connick, por sua vez, venceu seu primeiro Prêmio Grammy na categoria Melhor Performance Vocal Masculina de Jazz.
Sua estreia como ator deu-se em 1990 no filme Memphis Belle, uma narrativa sobre uma tripulação do Boeing B-17 Flying Fortress durante a Segunda Guerra Mundial. No mesmo ano, o cantor seguiu em uma turnê que duraria dois anos, ainda com base na trilha sonora do filme anterior. Em 1990, lançou ainda dois álbuns: o instrumental Lofty's Roach Souffle e We Are in Love, que também recebeu certificação em platina pelo número de vendas e rendeu-lhe sua segunda vitória no Grammy.
Em 1990, gravou a canção "Promise Me You'll Remember", parte da trilha sonora de The Godfather Part III, e que rendeu-lhe indicações ao Óscar de Melhor Canção Original e ao Globo de Ouro. Em um ano dourado para o cantor, foi também indicado ao Emmy de Melhor Performance em Especial de Variedades pelo especial Swingin' Out Live, transmitido pela PBS. Em outubro de 1991, Connick lançou seu terceiro álbum consecutivo a receber certificação em platina, Blue Light, Red Light. No mesmo ano, estrelou Little Man Tate, sob a direção de Jodie Foster.
Em novembro de 1992, Connick lançou o álbum 25, uma compilação de clássicos de jazz ao piano, recebendo novamente grande aclamação crítica e comercial. No ano seguinte, gravou "A Wink and a Smile" para a trilha sonora de Sleepless in Seattle e lançou seu primeiro álbum natalino When My Heart Finds Christmas, o álbum mais vendido do gênero naquele ano e até hoje seu trabalho de maior sucesso comercial.

### 1993-1999: Funk eHope Floats
Em 1994, Connick decidiu expandir seu universo discográfico. O cantor lançou o álbum She reunindo canções de funk de Nova Orleães. Além disto, lançou uma canção chamada "(I Could Only) Whisper Your Name" para a trilha sonora de The Mask, estrelado por Jim Carrey e Cameron Diaz, que mantém-se como seu single de maior repercussão no país até a atualidade.
Connick realizou uma turnê no Reino Unido em 1994, uma iniciativa que não agradou aos fãs já acostumados com suas performances de jazz. Connick também viajou para a China no ano seguinte na mesma turnê, que foi televisionada pela rede estatal do país. Em seu terceiro filme, Copycat, dividiu as telas com Holly Hunter e Sigourney Weaver. No ano seguinte, lançou seu segundo álbum de funk, Star Turtle, que não obteve o mesmo sucesso comercial dos álbuns anteriores. Contudo, atuou no filme de maior sucesso do ano, Independence Day, ao lado de Will Smith e Jeff Goldblum.
Em 1997, Connick regressou ao estilo que lhe trouxe proeminência ao lançar To See You. O álbum, que reúne diversas canções românticas, rendeu uma turnê pelos Estados Unidos e pela Europa. Como parte do projeto, Connick performou no Concerto do Nobel da Paz, em Oslo, e encerrou a turnê em Paris num especial televisionado pela PBS.
Em maio de 1998, Connick voltou ao cinema, co-estrelando Hope Floats ao lado de Sandra Bullock. No ano seguinte, lançou Come By Me, seu primeiro álbum de big band em oito anos. Ainda em 1999, dublou o personagem Dean McCoppin no filme animado The Iron Giant, dirigido por Brad Bird.

## Vida pessoal
Em 16 de abril de 1994, Connick casou-se com a modelo Jill Goodacre na Catedral de St. Louis. Jill é filha da artista plástica Glenna Goodacre. O relacionamento serviu de inspiração à canção "Jill", incluída no álbum Blue Light, Red Light, de 1991. O casal possui três filhas: Georgia Tatum (n. 1996), Sara Kate (n. 1997) e Charlotte (n. 2002).
Atualmente, a família reside em New Canaan, Connecticut. Desde sua infância, Connick é um Católico romano.

## Filmografia
- 2012 Law & Order: Special Victims Unit (participação especial em quatro episódios)
- 2009 Living Proof
- 2009 Chilled in Miami
- 2007 P.S. I Love You
- 2006 Bug
- 2005 The Happy Elf
- 2004 Mickey
- 2003 Basic
- 2002-2006 Will & Grace
- 2001 Life Without Dick
- 2001 South Pacific
- 2000 The Simian Line
- 2000 My Dog Skip
- 1999 Wayward Son
- 1999 The Iron Giant
- 1998 Hope Floats
- 1997 Excess Baggage
- 1996 Independence Day
- 1995 Copycat
- 1991 Little Man Tate
- 1991 Cheers
- 1990 Memphis Belle

## Discografia

### Álbuns principais
- 2006: Harry on Broadway, Act I -- Broadway
- 2005: Occasion: Connick on Piano, Volume 2
- 2004: Only You
- 2003: Harry for the Holidays
- 2003: Other Hours: Connick on Piano, Volume 1
- 2002: Thou Shalt Not -- Broadway
- 2001: Songs I Heard
- 2001: 30
- 1999: Come By Me
- 1997: To See You
- 1996: Star Turtle
- 1994: She
- 1993: When My Heart Finds Christmas
- 1992: 25
- 1991: Blue Light, Red Light
- 1990: Lofty's Roach Souffle
- 1990: We Are in Love
- 1989: When Harry Met Sally... -- banda sonora
- 1988: 20
- 1987: Harry Connick Jr.
- 1978: 11
- 1977: Dixieland Plus

## Carreira Musical
Ficou entre os 60 maiores artistas estadunidenses em vendas de discos, com mais de 16 milhões de cópias somente no país, segundo a RIAA. Ao longo de sua carreira, emplacou sete álbuns entre os 20 principais da Billboard e dez álbuns entre os principais nas paradas de jazz, sendo mais bem-sucedido do que qualquer outro artista do gênero em toda a história.
When My Heart Finds Christmas, seu álbum natalino de 1993, é também seu álbum de maior sucesso comercial até os dias atuais; enquanto seu álbum Only You (2004) é o que alcançou melhores posições nas paradas musicais, tendo atingido a quinta colocação nos Estados Unidos e a sexta no Reino Unido. Connick é vencedor de três Prêmios Grammy e dois Prêmios Emmy. Entre 2002 e 2006, interpretou o personagem Leo Markus, marido de Grace, na sitcom Will & Grace, transmitida pela NBC.

### Atuando
Sua carreira como ator teve início com um papel no filme de guerra Memphis Belle (1990). Posteriormente, Connick interpretou um assassino em Copycat (1995) e um piloto de caça em Independence Day (1996). Seu primeiro papel como protagonista viria com Basic (2003), onde dividiu as telas com John Travolta. Além disto, interpretou um marido violento em Bug e estrelou as comédias românticas P.S. I Love You (2007) e New in Town (2009).

## Premiações
- Emmy
  - 2004
    - Outstanding Music Direction - Only You: In Concert
- Grammy
  - 2002
    - Best Traditional Pop Vocal Album - Songs I Heard

  - 1991
    - Best Jazz Vocal Performance, Male - We Are In Love

  - 1990
    - Best Jazz Vocal Performance, Male - When Harry Met Sally...